# Afsporet (film)
Afsporet er en dansk kortfilm fra 1999 instrueret af Jannik Johansen og efter manuskript af Søren Sveistrup og Jannik Johansen.

## Handling
Inger er alene. Hun ser langt efter de mange par, der går og kysser og krammer; men ingen ser Inger. Heller ikke den unge betjent, som hun er forelsket i. Inger arbejder på Hovedbanegården, samme sted som betjenten. Han har travlt, for en kvinde er blevet voldtaget af en hætteklædt mand. En lejlighed byder sig, og et pludseligt indskud får Inger til at fingere et voldtægtsforsøg. Nu bliver hun set af den unge betjent, og Inger begynder at drømme om fremtiden. Men begivenhederne udvikler sig ikke, som hun havde forestillet sig.

## Medvirkende
- Anne Louise Hassing, Inger
- Lars Brygmann, Politibetjent
- Mads M. Nielsen